# Język mwakai
Język mwakai, także: mongol, mongol-kaimba, mwa – język papuaski używany w prowincji Sepik Wschodni w Papui-Nowej Gwinei, przez ludność wsi Mongol i Kaimbal (Kaimba).
Według danych szacunkowych na rok 2016 biegle posługuje się nim 200 osób. Ok. 400 osób może mieć ograniczoną znajomość języka. Cała grupa etniczna liczy szacunkowo 1500 osób.
Wyróżnia się dwa dialekty: kaimbal i mongol.
Nazwa „mwakai” oznacza „nie” lub „nic”. Nazwa „mongol” pochodzi od nazwy jednej z wsi. Określenie „mwa” (również „nie” lub „nic”) jest niejednoznaczne, gdyż odnosi się także do języka pondi (langam).
Silnie zagrożony wymarciem. Odnotowano, że jest wypierany przez tok pisin, który staje się dominującym środkiem komunikacji. Do zaniku makwai przyczyniła się migracja ludności wsi Mongol do miasta Angoram w latach 70. XX w.
Jest spokrewniony z językami langam (pondi) i yaul (ulwa).  R. Barlow (2020) określił je wspólnym mianem „języków ulmapo”. Istnieją różne propozycje dot. ich związków zewnętrznych. W. Foley (2018) włączył wszystkie trzy pod pojęcie „języków koam”, zaliczając je do grupy grass języków ramu (w ramach rodziny języków Ramu i dolnego Sepiku). W innej klasyfikacji (T. Usher, R. Barlow, także Glottolog 4.6) należą do niewielkiej rodziny keram, jako przedstawiciele gałęzi zachodniej/ulmapo.